# ID; Peace B (曲)
ID; Peace B（アイディー・ピース・ビー）は、BoAの日本でのデビューシングル。

## 解説
「ID; Peace B」の原曲は2000年に韓国で発売された彼女のデビューアルバム「ID; Peace B」の表題曲。dreamの元メンバー松室麻衣が作詞を務める。 BoAはいくつかの楽曲を数種の言語で発表しているが、その中でも本曲は韓国語・英語・中国語・日本語と最多の4言語で発表されている。
歌詞の中に登場する「チカチカチュー」は、当時韓国で流行っていた若者言葉が由来となっている言葉だと言う。
カップリングの「Dreams come true」の原曲は韓国での1.5集「Don't start now - Jumping into the World」に収録されている。
初回特典のみ、ピクチャー・レーベル（3種類）。
2002年3月30日、Rhythm REPUBLICからアナログ盤が発売された。

## 収録曲

### CD
1. ID; Peace B
  - 作詞：松室麻衣／作曲・編曲：Yoo Young Jin

DDIポケットCMソング
日本テレビ系「ろみひー」エンディングテーマ
2. Dreams come true
  - 作詞：三原真紀／作曲・編曲：原田憲
3. ID; Peace B（Instrumental）
4. Dreams come true（Instrumental）
5. ID; Peace B（English version）
  - 作詞：Brian, Jeena Kim, Esther

### アナログ盤
1. ID; Peace B (Jonathan Peters' Club Mix)
Remix by Jonathan Peters & Tony Coluccio for Jonathan Peters Enterprises
Mix Engineered by Hugo Dwyer
シングル「Don't start now」にも収録されている。
2. ID; Peace B (Jonathan Peters' Sound Factory Dub)
3. ID; Peace B (Original Japanese Version)

## 収録アルバム
ID; Peace B
- 1st ALBUM「LISTEN TO MY HEART」
- BEST ALBUM「BEST OF SOUL」

Dreams come true
- 1st ALBUM「LISTEN TO MY HEART」

ID; Peace B（English version）
- 韓国1.5集「Don't start now - Jumping into the World」